# 多對數函數
{\displaystyle n}的多對數函數（polylogarithmic function）也稱為幂对数，是指{\displaystyle n}的對數的多項式
{\displaystyle a_{k}\log ^{k}(n)+\cdots +a_{1}\log(n)+a_{0}}
其中的logkn是表示(log n)k。
在計算機科學中，多對數函數在一些演算法時間和空間複雜度的數量級中用到（多對數級，PolyL）。
此外，多對數函數的指數成長是準多項式成長，類似多項式成長，若時間複雜度以準多項式成長的演算法，稱為準多項式時間，類似多項式時間。
所有多對數函數都符合以下的形式
{\displaystyle P_{\ell }(x)=o(x^{\varepsilon })}
對於每個大於0的指數{\displaystyle \varepsilon }。(有關上述符號的定義，可以參考大O符号#常用的函数阶)也就是說，多對數函數成長的比每任何正指數的多項式函數都要慢，有时会被当作小量在{\displaystyle {\tilde {O}}}符号中忽略。